# Niszczyciele typu Ukraina
Niszczyciele typu Ukraina – typ niszczycieli Marynarki Wojennej Imperium Rosyjskiego, z początku XX wieku, służących następnie w marynarce ZSRR. Zamówione w czasie wojny rosyjsko-japońskiej za pieniądze ze zbiórki publicznej; pierwotnie (do 1907 roku) klasyfikowane były jako krążowniki torpedowe. Charakteryzowały się wypornością 500 ton i maksymalną prędkością 25 węzłów. Wybudowano 8 jednostek typu Ukraina, wszystkie brały udział w I wojnie światowej, w czasie której jedna z nich zatonęła na minie. Po wojnie 3 niszczyciele przebazowano na Morze Kaspijskie i przeklasyfikowano na kanonierki. Pozostałe zezłomowano w latach dwudziestych.

## Historia powstania
Przyczyną zamówienia jednostek był wybuch wojny rosyjsko-japońskiej 26 stycznia?/8 lutego 1904 roku. Pierwsze starcia wypadły dla Rosjan niekorzystnie, w związku z czym postanowiono jak najszybciej wzmocnić flotę wojenną nowymi okrętami. W tym celu odwołano się do patriotycznych uczuć obywateli i powołano do życia „Zatwierdzony przez Panującego Specjalny Komitet do Wzmacniania Floty dzięki Dobrowolnym Ofiarom Pieniężnym”. Przewodniczącym ciała został wielki książę Aleksander Romanow, zaś honorowym przewodniczącym wielki książę Michał Aleksandrowicz Romanow. Komitet liczył 117 członków, został zatwierdzony 6 lutego?/19 lutego.
Za zebrane datki zamówiono łącznie 5 serii (24 jednostki) krążowników torpedowych (w 1907 roku przekwalifikowano je na niszczyciele – ros. esminec). Pierwszą z nich były okręty typu Ukraina. Projekt jednostek (oficjalnie jachtów parowych) przygotowała niemiecka firma Vulcan, ona także wyprodukowała większość podzespołów. Rosja zmuszona była zwrócić się do tego mocarstwa ze względu na odmowę innych państw handlu bronią z wojującą stroną. Niemcy wykorzystali sytuację i zaproponowali Rosjanom okręty o gorszej specyfikacji niż te produkowane na potrzeby Kaiserliche Marine. Ponieważ zależało im na względnej słabości Floty Bałtyckiej Imperium Rosyjskiego, dostarczali materiały niskiej wartości, których cenę zawyżali. W Rosji okręty montowane były przez stocznię Lange i Syn – była to ryska filia rewelskiego zakładu Lange & Böcker. W przypadku czterech pierwszych okrętów kontrakt z firma Lange & Bröcker opiewał na 2 976 440 rubli, a z firmą Vulcan na 2 012 000 rubli.
Większość okrętów otrzymała nazwy związaną z głównymi darczyńcami, którzy je sfinansowali. W przypadku dwóch zbudowanych ze składek z różnych źródeł, nazwy pochodziły od torpedowców zatopionych w czasie obrony Port Artur. Zamówienie na pierwsze cztery okręty złożono 13 marca?/26 marca 1904 roku, na kolejne dwa 7 sierpnia?/20 sierpnia 1904 roku, a ostatnią parę zamówiono 5 października?/18 października 1904 roku.

## Opis techniczny

### Stan przy wejściu do służby
Wyporność standardowa jednostek wynosiła 500 ton. Okręty były długie na 73,2 metra (między pionami 70 metrów) i szerokie na 7,23 metra (7,14 m na linii wodnej). Największa odległość między stępką a pokładem wynosiła 4,4 metra, z czego średnio 2,3 metra było zanurzone. Kadłub nitowany, stalowy. Wręgi rozmieszczone co pół metra (poza maszynownią) miały wymiary 65 × 50 × 5 mm i 55 × 45 × 5 mm.
Okręt napędzały dwie maszyny parowe potrójnego rozprężenia o pionowych cylindrach. W dwóch przedziałach znajdowały się łącznie cztery opłomkowe kotły parowe systemu Normana, o ciśnieniu roboczym 16 atmosfer. Dwie trójłopatowe śruby miały średnicę 2,8 metra i skok 2,63 metra każda. Przy 350 obrotach na minutę siłownia nominalnie powinna osiągać 6200 KM, co przełożyć się miało na prędkość 25 węzłów. Wartości te w rzeczywistości były jednak nieco wyższe, różne dla poszczególnych jednostek typu. Prędkość ekonomiczna to w zależności od jednostki 9–12 węzłów. Zapas 80 ton węgla pozwalał jednostkom przebyć 600 mil morskich z prędkością ekonomiczną, lub 200 mil morskich z maksymalną. Dwa turbogeneratory o mocy po 16 kW i napięciu 105 V zasilały w energię elektryczną okrętową radiostację, oświetlenie i dwa reflektory bojowe (średnica 60 cm).
Główną artylerię okrętów stanowiły dwa działa kalibru 75 mm z zapasem 320 pocisków. Uzupełniały ją cztery działa kalibru 57 mm z zapasem 1080 pocisków oraz dwa karabiny maszynowe Maxim kalibru 7,62 mm. Działa większego kalibru zamontowane były pojedynczo na dziobie i rufie okrętu, zaś pozostałe ustawiono symetrycznie w środkowej części obu burt. Do montowania Maximów przygotowano cztery cokoły.
Istniały dwa warianty konfiguracji uzbrojenia na okrętach. Pierwsza czwórka uzbrojona została w jedną podwójną i jedną pojedynczą wyrzutnię kalibru 350 mm, na kolejnych zaś zamontowano dwie pojedyncze wyrzutnie kalibru 457 mm. W obu przypadkach okręty zabierały 6 zapasowych torped.

### Późniejsze modyfikacje
W 1908 roku okręty typu Ukraina zostały przystosowane do trałowania i stawiania min, których mogły zabierać 16 sztuk.
W 1907 roku dowódca dywizji kontrtorpedowców Floty Bałtyckiej – kontradmirał Nikołaj Essen zwrócił uwagę, iż niszczyciele o wyporności 500–600 ton posiadają artylerię okrętową tego samego kalibru, co torpedowce o wyporności 350 ton. Stało się to podstawą do złożenia zamówienia na nową artylerię większego kalibru, która na okrętach typu Ukraina została zamontowana w 1910 roku. Armata morska 102 mm po zamontowaniu na okrętach mogła wystrzeliwać 10 pocisków na minutę na odległość około 9600 metrów (na okrętach magazynowano 300 lub 330 jednostek amunicji). Oprócz dwóch armat 102 mm, na okrętach zamontowano także pojedyncze działko kalibru 37 mm i 4 Maximy. Pod wpływem doświadczeń z I wojny światowej w 1916 roku zdecydowano się na wstawienie trzeciego działa 102 mm kosztem rufowej wyrzutni torped. Zamontowano również działo przeciwlotnicze kalibru 40 mm, oraz zwiększono zasób min.
W 1926 roku trzy pozostałe w służbie okręty przeklasyfikowano na kanonierki. Obok trzech dział 102 mm zamontowano na nich dodatkowo cztery działa przeciwlotnicze: po dwa 45 mm 21-KM i 37 mm 70-K oraz cztery karabiny maszynowe 12,7 mm. Zamiast uzbrojenia minowego i torpedowego jednostki wyposażono w parę zrzutni bomb głębinowych z zapasem 18 bomb. Zmiany spowodowały przyrost masy jednostek: wyporność standardowa osiągnęła 624 tony, a pełna 740 ton. Układ napędowy został zamieniony na zasilany paliwem płynnym, nie uległa zmianie moc, prędkość maksymalna spadła natomiast do 19 węzłów, zaś zasięg wzrósł do 1300 mil morskich przy 12 węzłach.

## Jednostki
Do służby weszło łącznie osiem okrętów typu Ukraina. W celu rozróżnienia jednostek, na drugi i trzeci komin, w połowie lub w górnej ćwierci wysokości, naniesiono identyfikacyjne pasy, których liczba i rozmieszczenie pozwalało określić jednostkę. Daty związane ze służbą okrętów, jak i rozmieszczenie identyfikacyjnych pasów przedstawia poniższa tabela:
| Nazwa                                                      | Zdjęcie | Data   | Data              | Data     | Data                    | Pasy identyfikacyjne | Pasy identyfikacyjne | Pasy identyfikacyjne | Pasy identyfikacyjne |
| Nazwa                                                      | Zdjęcie | stępka | wodowanie         | służby   | służby                  | Drugi komin          | Drugi komin          | Trzeci komin         | Trzeci komin         |
| Nazwa                                                      | Zdjęcie | stępka | wodowanie         | początek | koniec                  | ½ wys.               | ¾ wys.               | ½ wys.               | ¾ wys.               |
| ---------------------------------------------------------- | ------- | ------ | ----------------- | -------- | ----------------------- | -------------------- | -------------------- | -------------------- | -------------------- |
| „Ukraina” ros. Украйна                                     |         | 1904   | 21 września 1904  | 1905     | lipiec 1961             | 0                    | 2                    | 0                    | 2                    |
| „Wojskowoj” ros. Войсковой                                 |         | 1904   | 13 listopada 1904 | 1905     | 28 czerwca 1958         | 2                    | 0                    | 2                    | 0                    |
| „Truchmieniec Stawropolskij” ros. Трухменец Ставропольский |         | 1904   | 5 lutego 1905     | 1905     | 30 sierpnia 1962        | 0                    | 1                    | 0                    | 0                    |
| „Kazaniec” ros. Казанец                                    |         | 1904   | 28 kwietnia 1905  | 1906     | 15/28 października 1916 | 1                    | 0                    | 0                    | 0                    |
| „Stierieguszczij” ros. Стерегущий                          |         | 1904   | 21 czerwca 1905   | 1906     | 21 listopada 1925       | 0                    | 1                    | 0                    | 1                    |
| „Strasznyj” ros. Страшный                                  |         | 1904   | 23 grudnia 1905   | 1906     | 21 listopada 1925       | 1                    | 0                    | 1                    | 0                    |
| „Donskoj Kazak” ros. Донской Казак                         |         | 1904   | 25 lutego 1906    | 1906     | 25 listopada 1925       | 0                    | 2                    | 0                    | 0                    |
| „Zabajkalec” ros. Забайкалец                               |         | 1904   | 14 kwietnia 1906  | 1907     | 21 listopada 1925       | 2                    | 0                    | 0                    | 0                    |

## Służba w skrócie
Okręty weszły w skład 2 dywizjonu dywizji kontrtorpedowców. Nie zdążyły one wziąć udziału w wojnie z Japonią, przeprowadzały za to intensywne ćwiczenia w okresie pokoju. W czasie I wojny światowej przeniesione do 6. dywizjonu. Uczestniczyły w licznych akcjach dozorowych, minowych i eskortowych. Z przeciwnikiem starły się 13 czerwca 1916 roku w czasie bitwy w zatoce Norrköping. Celem niszczycieli było zaatakowanie niemieckiego konwoju, jednak wszystkie okręty skupiły się na eskortującym statki patrolowcu „Hermann”, co umożliwiło ucieczkę transportowców na wody terytorialne Szwecji. W 1916 roku dwa z okrętów weszły na miny postawione przez przeciwnika – 21 sierpnia uszkodzeniu uległ „Donskoj Kazak”, zaś 28 października zatonął „Kazaniec”. W 1917 roku okręty brały udział w pochodzie lodowym z Helsingforsu do Kronsztadu.
Cztery z kontrtorpedowców: „Donskoj Kazak”, „Stiereguszczij”, „Strasznyj” i „Zabajkalec” były od 1918 roku w długotrwałej konserwacji, w 1921 powróciły na służbę, by ostatecznie zostać zezłomowane w 1925 roku. Pozostała trójka została w 1919 roku przebazowana na Morze Kaspijskie. Brały tam aktywny udział w wojnie domowej. W okresie pokoju, 23 sierpnia 1926 roku jednostki zostały przeklasyfikowane na kanonierki. Od sierpnia 1942 do lutego 1943 roku pełniły one służbę eskortową. Po II wojnie światowej, w 1949 roku zostały one przekazane organizacji DOSFŁOT jako jednostki szkoleniowe. Służbę w niej zakończyły w latach 1958–1962.